# 미궁의 연인들
〈미궁의 연인들〉(일본어: 迷宮のラヴァーズ 메이큐노라바즈[*])는 히스의 노래이다. 그의 첫 번째 싱글로 1996년 10월 7일에 폴리도르에서 발매됐다. 명탐정 코난의 제27화 ~ 제30화에서 흘러나왔던 것은 CD판과는 다른 편곡이었지만, 제31화 이후에는 CD판과 같은 편곡이 되어있다.

## 수록곡
1. 미궁의 연인들(迷宮のラヴァーズ)
  - 작사: 모리 유키노조, 작곡: 히스, 편곡: 히스, 스기야마 유지
2. Daydream #002
  - 작사 · 작곡: 히스, 편곡: 히스, 스기야마 유지
3. 미궁의 연인들 (Instrument)

## 타이업
- 요미우리 TV 닛폰 TV계 애니메이션 《명탐정 코난》 두 번째 닫는 곡 (#1)

| TV 애니메이션 《명탐정 코난》 닫는 곡 1996년 8월 5일 (27화) ~ 1997년 3월 10일 (51화) |                        |                                               |
| 이전 곡: ZIGGY 〈STEP BY STEP〉                                                      | 히스 〈미궁의 연인들〉 | 다음 곡: 우토쿠 케이코 〈빛과 그림자의 로망〉 |